# 刘剑锋
刘剑锋（1936年6月4日—），原名刘学孔，河北宁河县芦台镇人，中华人民共和国政治人物。

## 生平
刘剑锋（原名刘学孔）1936年6月4日（阴历四月十五日）出生于宁河县芦台镇。早年留学苏联基辅工学院无线电工程系半导体专业毕业，后供职于国防科学技术工业委员会第十研究院第十三研究所。1984年，担任中华人民共和国电子工业部副部长兼纪检组组长。1988年，调任中共海南省委副书记。1989年9月，担任海南省人民政府省长，任内促成了海南航空的创业。1993年，任中华人民共和国电子工业部副部长。1997年，兼任中国联合通信有限公司董事长。次年，调任中国民用航空总局局长。2002年5月20日，在中国民航30天内连续两次空难（CA129、CJ6136）的余波中，虚岁66岁的刘剑锋被免职。